# Piranosa

α-D-Glucopiranosa

En bioquímica, piranosa es un término colectivo para los carbohidratos que tienen una estructura química que incluye un anillo de seis miembros, consistente en cinco átomos de carbono y un átomo de oxígeno, al que se acoplan los sustituyentes oxigenados. El nombre deriva de su similitud con el heterocíclico oxigenado pirano, pero el anillo de piranosa no tiene enlaces dobles. Una piranosa en la que el grupo hidroxilo OH anomérico en C-1 ha sido convertido a un grupo OR es denominado un piranósido.

## Formación de Piranosa
El anillo de piranosa está formado por la reacción del grupo hidroxilo en el carbono 5 (C-5) de un azúcar, con el grupo aldehído en el carbono 1. Esto forma un hemiacetal intramolecular. Si la reacción es entre el hidroxilo C-4 y el grupo aldehído, se forma una furanosa. La forma de piranosa es termodinámicamente más estable que la forma de furanosa, lo que puede verse en la distribución de estas dos formas cíclicas en solución.

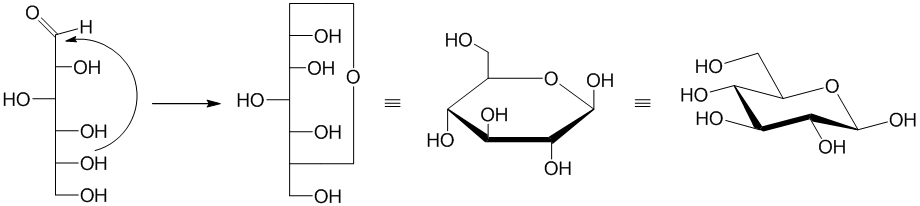
Formación de un hemiacetal de piranosa, y representaciones de la beta-D-glucopiranosa.

## Historia

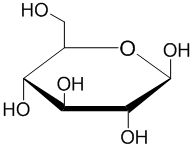
Proyección de Haworth de la β-D-glucopiranosa.

En 1902, Hermann Emil Fischer ganó el Premio Nobel de Química por su trabajo al determinar la estructura de las D-aldohexosas. Sin embargo, las estructuras lineales de aldehído libre que Fischer propuso representan un porcentaje menor de las formas que los azúcares de hexosa adoptan en solución. Fue Edmund Hirst y Clifford Purves, en el grupo de investigación de Walter Haworth, quienes determinaron concluyentemente que los azúcares de hexosa forman preferentemente una piranosa, o un anillo de seis miembros. Haworth dibujó el anillo como un hexágono plano con grupos por encima y por debajo del plano del anillo – la proyección de Haworth.
Un refinamiento posterior a la conformación de los anillos de piranosa llegó cuando Sponsler y Dore (1926) notaron que el tratamiento matemático de Sachse de anillos de seis miembros podía ser aplicado a su estructura de rayos X de la celulosa. Se determinó que el anillo de piranosa tiene una forma no plana, para permitir que todos los átomos del anillo tengan una geometría cercana a la tetraédrica.

## Conformación del anillo de piranosa
Debido a la forma no plana del anillo de piranosa, se distingue 38 conformaciones básicas y distintas de la piranosa: 2 de silla, 6 de bote, 6 de bote torcido, 12 de media silla, y 12 de sobre.

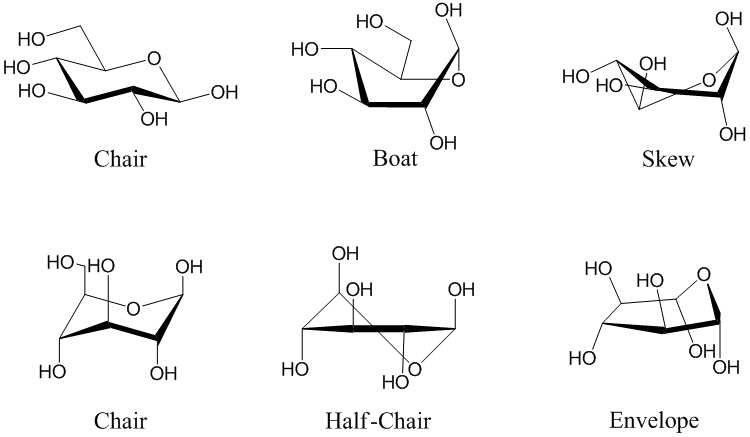
Conformaciones de la β-D-glucopiranosa.

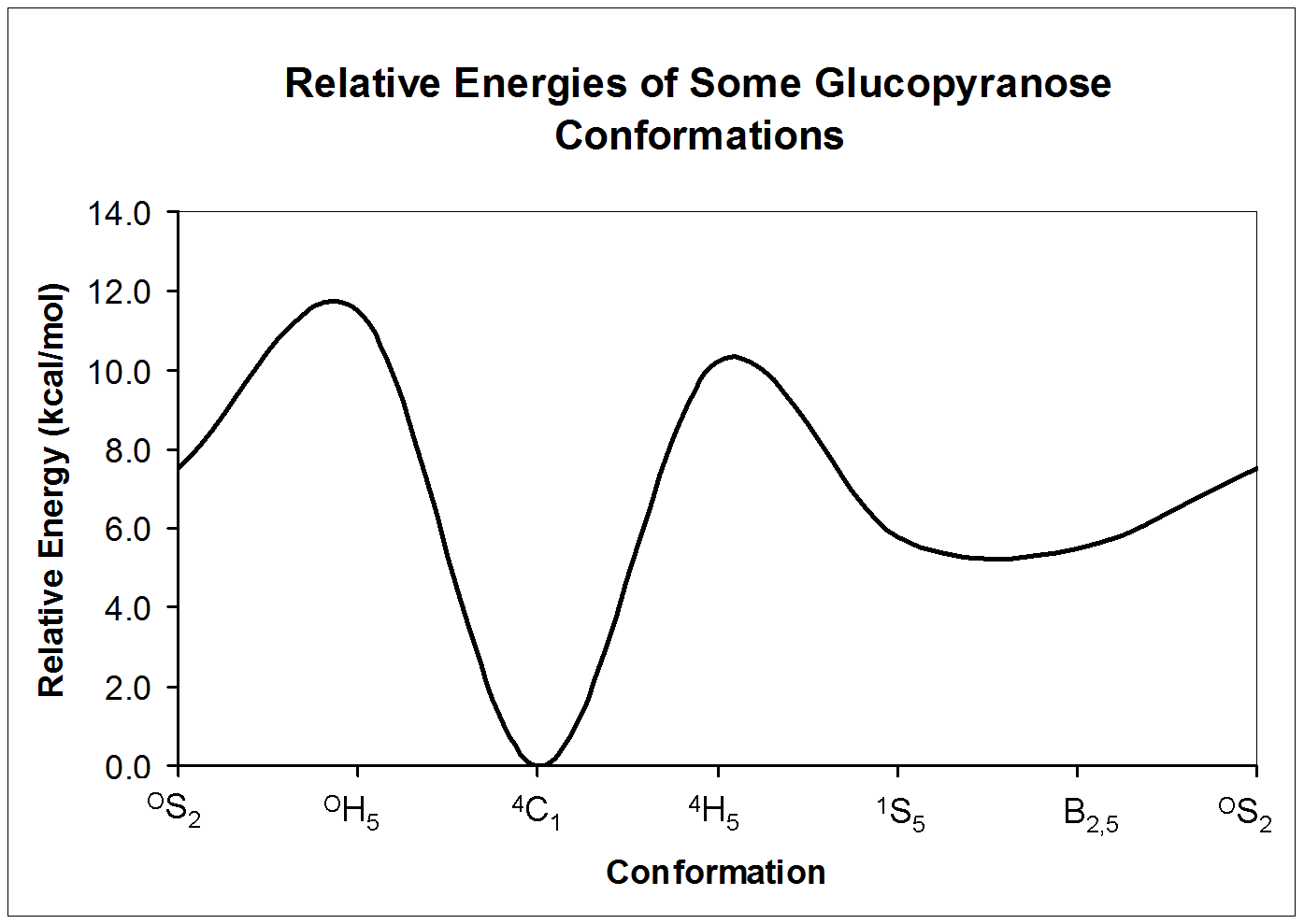
Energía relativa de los confórmeros de la β-D-glucopiranosa.

Estos confórmeros pueden interconvertirse unos en otros; sin embargo, cada forma puede tener diferente energía relativa, así que puede presentarse una barrera significativa a la interconversión. La energía de estas conformaciones puede ser calculada a partir de cálculos de mecánica cuántica; se muestra un ejemplo posible de inverconversiones glucopiranosa.
Las conformaciones del anillo de la piranosa son superficialmente similares a las del anillo de ciclohexano (ver Conformación del ciclohexano). Sin embargo, la nomenclatura específica de las piranosas incluye referencia al átomo de oxígeno del anillo, y la presencia de grupos hidroxilo unidos al anillo tiene diferentes efectos en su preferencia conformacional. También existen efectos conformacionales y estereoquímicos específicos al anillo de piranosa.

## Nomenclatura de anillos de piranosa

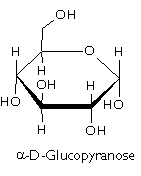
α-D-glucopiranosa.

Para nombrar las conformaciones de la piranosa, primero se determina el confórmero. Los confórmeros comunes son similares a los encontrados en el ciclohexano, y forman la base del nombre. Las conformaciones comunes son Silla (C), Bote (B), Torsida (S), Media Silla (H), o Sobre (E). Los átomos del anillo están enumerados; el carbono anomérico, o hemiacetal, es siempre 1. Las referencias a los átomos de oxígeno en la estructura son como si estuvieran unidos en una forma acíclica, y son designados mediante O. Entonces:
- La posición del anillo es tal que, si se le mira desde la cara superior, los átomos están numerados en sentido horario. 4 (o 5, en el caso de la conformación de sobre) átomos estarán en el plano.
- Los átomos sobre el plano se escriben delante de la etiqueta del confórmero, en superíndice;
- Los átomos por debajo del plano se escriben siguiendo la etiqueta del confórmero, como subíndice[6]

## Espectroscopia RMN de anillos de piranosa
Como se muestra por las energías estructurales relativas en el diagrama de arriba, las estructuras de silla son la forma más estable del carbohidrato. Esta conformación relativamente estable y definida significa que los átomos de hidrógeno del anillo de piranosa son mantenidos a ángulos relativamente constantes unos de otros. La RMN de carbohidratos toma ventaja de estos ángulos diedros para determinar la configuración de cada uno de los grupos hidroxilo alrededor del anillo.